# Eruviel Ávila Villegas
Eruviel Ávila Villegas (Ecatepec de Morelos, Estado de México; 1 de mayo de 1969) es un político y abogado mexicano, miembro del Partido Verde Ecologista de México. Es senador plurinominal de la LXIV Legislatural, presidente de la Comisión de Marina, integrante de las comisiones de Salud, Medalla Belisario Domínguez, Radio y Televisión y de Relaciones Exteriores Asia-Pacífico-África. Fue gobernador del Estado de México de 2011 a 2017, presidente municipal de Ecatepec de Morelos en dos ocasiones, en los periodos de 2003 a 2006 y de 2009 a 2011, y diputado en el Congreso del Estado de México.

## Formación y trayectoria
Eruviel Ávila Villegas es licenciado en Derecho por la Universidad Tecnológica de México (UNITEC), maestro y doctor en Derecho por la Universidad Nacional Autónoma de México, es autor del libro La creación de la Corte Constitucional del Estado de México, una coedición del Instituto de Investigaciones Legislativas del Congreso del Estado de México y el Instituto de Administración Pública del Estado de México, publicada en  2003. Ejerció la docencia en la Universidad Tecnológica de México (UNITEC).
Inició su carrera política ocupando el cargo de secretario del Ayuntamiento de Ecatepec de Morelos de 1994 a 1996, en dos ocasiones fue elegido diputado en el Congreso del Estado de México, en la LIII Legislatura de 1997 al 2000, y en la LVI Legislatura de 2006 a 2009, en donde fungió como coordinador del Grupo Parlamentario del Partido Revolucionario Institucional y como presidente de la Junta de Coordinación Política.
Ha sido electo presidente municipal de Ecatepec para dos periodos, de 2003 a 2006 y de 2009 a 2012. Fue subsecretario de Gobierno del estado de México en la región de Nezahualcóyotl de 2001 a 2002 y presidente del Comité Directivo Estatal del PRI en 2006.
El 26 de marzo de 2011 solicitó y obtuvo licencia como presidente municipal de Ecatepec, con el fin de registrarse como precandidato del Partido Revolucionario Institucional a la gubernatura del estado de México, registrándose como tal al día siguiente, 27 de marzo.
En julio de 2023, anuncia su renuncia al PRI.En diciembre de este mismo año, anuncia la conformación de la "Alianza Progresista" con otros expriistas como Alejandro Murat para apoyar la campaña presidencial de Claudia Sheinbaum. En enero de 2024 anunció su adhesión al Partido Verde.

## Desarrollo Social
En abril del 2012, Eruviel Ávila Villegas presentó “10 Acciones para la Mujer”, iniciativa dirigida a mujeres con discapacidad, mujeres empresarias, madres jóvenes, mujeres de la tercera edad y de sectores vulnerables; comprendía canastas alimenticias, productos de primera necesidad para bebés, vales de despensa, exámenes clínicos y atención médica gratuita, becas de estudio, apoyos legales y de protección. De manera paralela, ‘Mujeres que Logran en Grande’ inició con capacitación laboral, facilidades de créditos económicos, seguro de vida y atención médica para mujeres que residen en el Estado de México y busquen desarrollar proyectos productivos. De acuerdo con cifras de la Secretaría de Desarrollo Social estatal, el padrón asciende a más de 150 mil mujeres.
Durante la gestión de Eruviel Ávila como gobernador se instauró la Tarjeta La Efectiva, con descuentos para madres solteras, adultos mayores y alumnos de educación básica en establecimientos como tiendas de conveniencia, papelerías y farmacias. Según datos de la Secretaría de Salud mexiquense, para finales de 2015 la cifra de empresas afiliados ascendía a más de 10 mil establecimientos.
En agosto del 2012, y en coordinación con la Secretaría de Salud, inició la Caravana de la Salud, integrada por unidades móviles donde se proporcionaba atención médica en las zonas del Estado de México que cuentan con el mayor rezagode salud. 
A través del Sistema para el Desarrollo Integral de la Familia (DIFEM) y la Secretaría de Desarrollo Agropecuario, se puso en marcha la iniciativa Canastas Alimentarias Hortofrutícolas, diseñada para mejorar la nutrición de familias de escasos recursos y contribuir en el consumo de productos agrícolas, frutas y verduras de la entidad.
En el ámbito legal, durante la administración de Eruviel Ávila se implementó el  “divorcio incausado” o  “necesario”, que facilitó el proceso de desenlace matrimonial en casos de violencia intrafamiliar, reduciendo trámites y costos; de igual forma se implementaron los Centros ‘Refugios’ y Centros de Justicia para las Mujeres Violentadas para atender a víctimas de este tipo de violencia. En el caso de padres soltero en situación de vulnerabilidad, se diseñó “De la Mano con Papá” para brindar capacitación laboral, paquetes alimenticios, atención médica, etcétera.
En el año 2013, se realizó la traducción de los Derechos para la Protección y Vigilancia de los Derechos de las Niñas, Niños y Adolescentes en diversas lenguas, a fin de extender su difusión y atender los derechos del sector infantil preservando los dialectos y tradiciones indígenas en el Estado de México. En el mismo año, fue instaurada la Procuraduría de la Defensa del Contribuyente, primera en su tipo y encargada de defender y promover los derechos de los ciudadanos que pagan impuestos.
A finales del 2015, el Sistema para el Desarrollo Integral de la Familia del Estado de México (DIFEM) se inauguró la Clínica de la Nutrición ‘NutriDIF, centro que fue equipado con tecnología de vanguardia para optimizar los programas de alimentación para familias de escasos recursos.

## Cultura
Como gobernador del Estado de México, inauguró la Ciudad de la Salud para la Mujer el 18 de noviembre de 2014, en el municipio de Cuautitlán. Esta unidad brinda atención especializada e integra una Unidad de Atención Geriátrica, Clínica de Maternidad y una Unidad de Especialidad Médica para la Detección y Diagnóstico del Cáncer de Mama, además de dar atención psicológica, neonatal y de prevención de adicciones. Meses después y debido a los resultados obtenidos, fue inaugurada una segunda Ciudad para la Mujer el 11 de mayo del 2015, en el municipio de  Huixquilucan. El presidente  Enrique Peña Nieto informó que dio instrucciones para replicar este esquema de atención a la salud de la mujer en otras entidades de México.
El tema de salud infantil, durante su administración, se inauguraron Bancos de Leche Materna en distintas zonas del Estado de México. El primero abrió sus puertas el 15 de enero de 2013 en el Hospital Materno-Infantil 'Mónica Pretelini', en la ciudad de Toluca; (4) el segundo banco fue instalado en el municipio de Chalco, en el Hospital Infantil “Josefa Ortiz de Domínguez”, donde atiende a más de nueve mil madres de familia. Posteriormente, fue inaugurado uno más en Naucalpan, el 7 de agosto de 2013, y tres más de manera simultánea en Atlacomulco, Tenancingo y Ecatepec un mes después.
El 19 de junio del 2013, en su calidad de gobernador del Estado de México, Eruviel Ávila recibió el galardón al Mérito a la Organización Gubernamental por parte de la Unión Internacional contra el Cáncer, debido a las acciones de prevención y atención para esta enfermedad. A finales de junio del 2013, inauguró la primera Farmacia Robotizada de Medicamentos en el municipio de Cuautitlán, construida para suministrar dosis correctas y evitar la automedicación; posteriormente, se puso también en operación el Centro Especializado en Atención del VIH en Ixtapaluca, que fue el primero en su tipo a nivel nacional.
Durante su administración, el Instituto Materno Infantil del Estado de México (IMIEM) entregó por primera vez, a nivel nacional, una Cartilla Electrónica de Vacunación. En noviembre de 2014, la Secretaría de Salud federal entregó al Estado de México una certificación como la primera entidad a nivel nacional libre de paludismo , padecimiento que se suma a la poliomielitis  paralítica que, desde hace 25 años, no presentan ningún caso en la entidad.

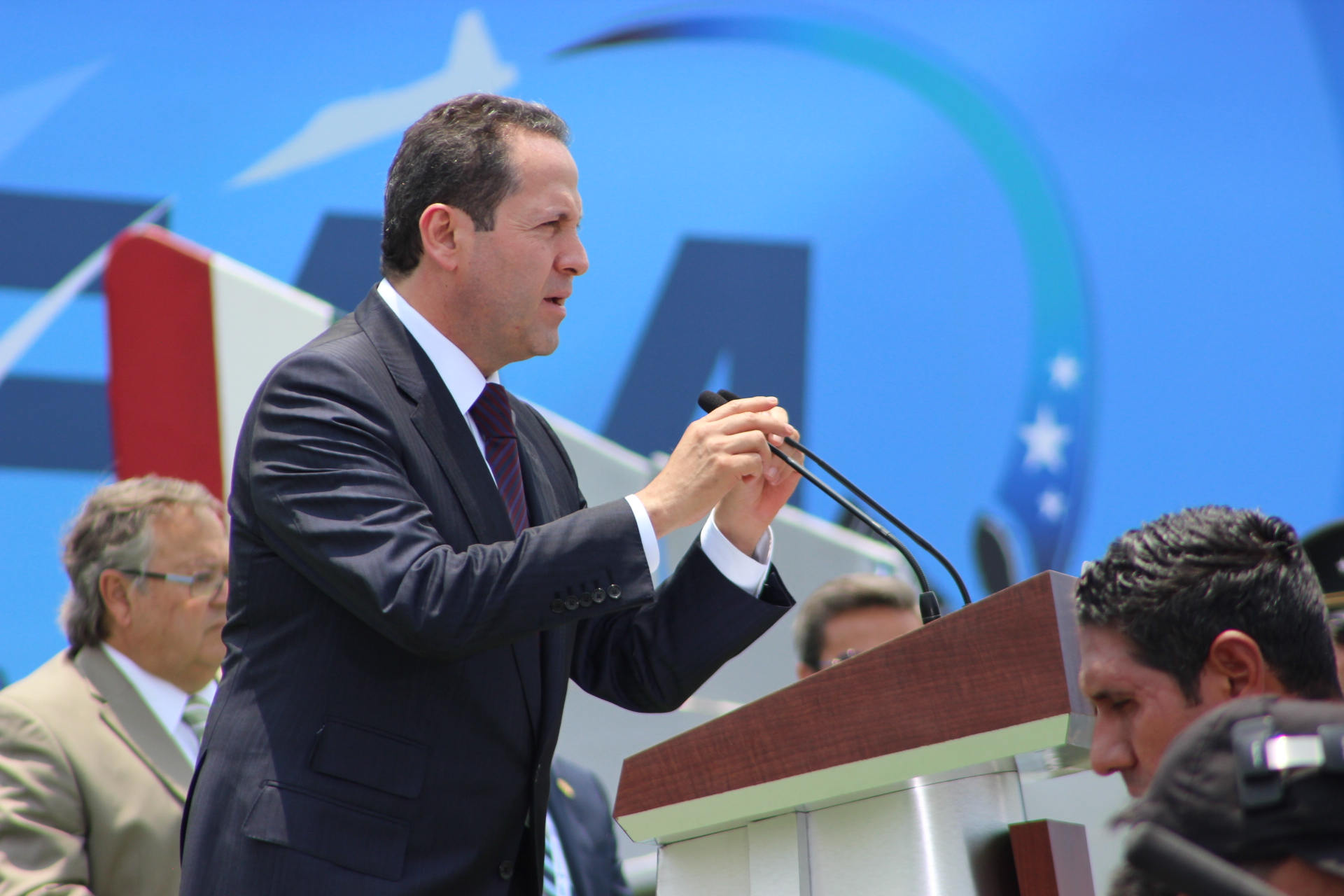
Eruviel Ávila Villegas, en la inauguración del La Feria Aeroespacial 2015, Santa Lucía, Estado de México.

El 3 de junio del 2015, inauguró el primer Banco de Sangre Regional Las Américas, instancia que atiende urgencias en la zona oriente de la entidad y, en general, en el Valle de México; Eruviel Ávila fue el primero en realizar una donación altruista en dicho lugar. Por su parte, el Centro Especializado de Prevención y Rehabilitación de Adicciones, ubicado en Metepec, abrió sus puertas el 29 de julio de 2015; sus servicios incluyen, además de tratamiento ambulatorio, la capacidad para internar hasta 24 personas.

## Educación
Con el propósito de generar mayores oportunidades para los estudiantes al momento de introducirse al sector productivo, en el 2011 el Estado de México abrió las puertas al modelo de educación dual, este se aplica actualmente en países como Alemania, Dinamarca, Francia, entre otros; tiene el propósito de vincular a los estudiantes de los niveles medio y superior al campo laboral por medio de prácticas en el mercado productivo.
Durante el segundo año de gestión de Eruviel Ávila se puso en marcha las ’10 Acciones por la Educación’, las cuales están dirigidas a estudiantes de nivel básico, media y superior, por medio de estas acciones los estudiantes que cubran los requisitos se hacen acreedores a apoyos por medio de la tarjeta ‘La Efectiva’, Seguro Escolar contra Accidentes, becas de intercambio escolar, entrega de computadoras, apoyos a la educación especial, kits escolares, entre otros apoyos; dentro de estas acciones se han desarrollado ciertos programas como el “Programa para estudiantes Zurdos” y  "Habilidades Digitales para Todos".
En cuanto a infraestructura educativa, en 2012 se llevó a cabo la inauguración de la Universidad Digital del Estado de México , este centro cuenta con 26 carreras además, ofrece la oportunidad de estudiar bachillerato, licenciatura y maestría en centros educativos de prestigio; para mayo de 2015 se abrieron las puertas de la Unidad de Estudios Superiores de Ecatepec de la Universidad Mexiquense del Bicentenario, la cual atiende una matrícula de más de 500 alumnos en carreras como Ingeniería en Gestión Empresarial, Ingeniería en Logística y Distribución, entre otras.
Por otra parte y en colaboración de la Fundación Proacceso, Enova y el gobierno estatal, abrieron las puertas de las Bibliotecas Digitales en el Edoméx las cuales hasta el 2015 suman ya 164 espacios de este tipo, en donde se brinda el servicio de libros electrónicos, audiolibros e internet de forma gratuita.
Dado la cifra de estudiantes que no ingresan a la Universidad Autónoma del Estado de México, en 2012 se firmó el convenio ‘Acuerdo Estratégico por la Educación Media Superior y Superior’ mismo que se refrendó en 2015 y con el cual se permite que 9 mil estudiantes cuenten con la oportunidad de inscribirse a nivel superior así como 4 mil alumnos de nivel medio superior ingresen a los más de 400 planteles educativos del Estado de México.
Con el programa Apoyo a la Gestión Escolar, que inició en mayo de 2013, se proporcionan recursos a planteles de preescolar, primaria y secundaria para obtener equipo y mobiliario que den las condiciones óptimas para estudiar en más de 2 mil escuelas del Edoméx.
Meses después, arrancó la primera etapa del Programa de Infraestructura Prefabricados en el cual se invirtieron más de 16 mdp para mejorar las instalaciones de sanitarios, desayunadores, aulas de cómputo y salones de clase con materiales previamente elaborados que permitan una rápida instalación además de contar con doble resistencia.
Para agosto del 2013 se implementó el programa piloto de la Red Escolar de Colaboración y Reforzamiento Educativo Oportuno (RECREO), con el cual se otorgaron más de 4 mil tabletas a estudiantes de nivel básico, el objetivo: monitorear oportunamente el desarrollo de los alumnos además de introducir a la tecnología tanto estudiantes como a profesores de quinto y sexto de primaria.
En tanto, para fortalecer el desarrollo de los niños, en noviembre del 2013, el gobierno del Estado de México puso en marcha el Programa Por una cultura de vida saludable, el cual ofrece información sobre higiene, nutrición, salud y bienestar por medio de pláticas a los alumnos de nivel básico, además de incentivarlos a practicar deportes con lo cual se mejora la calidad de vida.
Con el fin de identificar y combatir el bullying escolar en el Estado de México se dio inicio al Programa de Valores por una Convivencia Escolar Armónica, este fue recomendado a los países latinoamericanos por parte de la Unión Europea, así mismo se llevó a cabo la conformación de Comités de Convivencia Escolar Armónica de Educación Media Superior, dichos comités tienen como objetivo generar acciones que contribuyan a transformar el ambiente que se vive en los planteles educativos.   .
Por otra parte, la Secretaría de Educación estatal en conjunto con la Coordinación de Asuntos Internacionales puso a disposición de los ciudadanos que radican en EUA el Programa de Atención a Migrantes en Servicios de Control Escolar, esto con el fin de facilitar vía web la obtención de documentos oficiales que avalen su formación educativa en instituciones del Estado de México. .
En 2015 y con la finalidad de reducir tiempos, trámites y costos se implementó en el programa de Titulación Simplificada para educación media superior y superior, con lo cual se permite que más de 66 mil alumnos obtengan su título a la brevedad posible, al menor costo y así poder ingresar al mercado laboral, además de incrementar los niveles de titulación. .
El 13 de julio de 2016 anunciaron la disminución del analfabetismo en la población mexiquense, al reducir de 4.4% a solo 3% , en solo 2 años.

## Turismo
En 2011, se puso en marcha el Programa de Iluminación de Monumentos y Sitios Turísticos y se firmó el convenio con autoridades federales para asignar más de 40 mmd en la mejora y desarrollo de los Corredores Turísticos Teotihuacán y Zona Oriente. Con el objetivo de realizar trabajos de perfeccionar la imagen urbana, capacitar y certificar al personal que garantizará un servicio de calidad en los Pueblos Mágicos y con Encanto del Estado de México, en septiembre del 2012 y en coordinación con la federación, se llevó a cabo el Convenio Modificatorio de Reasignación de Recursos, el cual contó con una inversión de más de 152 mmdp.
Un ejemplo de los trabajos realizados fue el cambios de la red de distribución de cableado aéreo a subterráneo en Metepec, estas obras permitieron retirar los postes energía eléctrica y con ello mejorar la imagen del Pueblo Mágico.
En lo que respecta a la seguridad del turismo, en 2013 se instauró la Policía Turística en Tepotzotlán, esta corporación cuenta con elemento bilingües dado que su preparación está enfocada a brindar la atención necesaria turistas nacionales y extranjeros.
Para promocionar las artesanías de la entidad, en mayo de 2013 realizó un convenio con el Estado Vaticano en comercializar las obras de artesanos mexiquenses en las vitrinas de los museos de la ciudad, esto convirtió al Edoméx en la primera entidad del Vaticano en exportar.
En cuanto a los corredores turísticos regionales, estos fueron seleccionados por sus atractivos naturales, históricos y culturales de la entidad con el objetivo principal de generar mayores opciones a los turistas que visitan las regiones, aunado a esto, los corredores seleccionados están dentro de lineamientos de conducta nacional, con lo cual adoptan medidas para la seguridad de menores de edad contra la explotación comercial asociada a viajes y turismo; hasta el momento se han integrado:
- Corredor Pirámides

- Corredor Mariposa Monarca

- Corredor Volcanes (Ruta Sor Juana)

- Corredor Toluca (Desde Lerma hasta Temoaya)

- Corredor Santuarios (Tenango-Ocoyoacac)

- Corredor Bellezas del Nevado

- Corredor Esplendor Mazahua

- Corredor Herencia Otomí (Desde Aculco hasta Apaxco)

- Corredor Circuito Compras

En cuanto al turismo gastronómico, en enero del 2014 Eruviel Ávila puso en marcha la Experiencia Dinner in The Sky en la región de Teotihuacán, este concepto consiste en disfrutar diversos platillos preparados por reconocidos chefs con productos típicos de la zona en una plataforma suspendida a 45 metros de altura.
Los festivales culturales también han sido un recurso utilizado para incentivar el turismo en el Estado de México, muestra de ello es el Festival Cultural de Malinalco, el cual comenzó en abril de 2014 y tiene como propósito promover la cultura y los atractivos turísticos en este Pueblo Mágico mediante eventos de música, teatro, circo, gastronomía y más.
También se llevó a cabo la creación de sitios turísticos en los cuales se puede desarrollar actividades diversas relacionadas con el medio ambiente, ejemplo de ello, el Parque Ecoturístico Corral de Piedra en Amanalco, el cual fue inaugurado por el gobierno del Edoméx inauguró, esta área cuenta con albergues, cabañas, sitios para acampar, entre otras.
En julio del 2014, Eruviel Ávila en coordinación con la Secretaría de Turismo Federal  presentaron los Paraderos Turísticos de la Mariposa Monarca , los trabajos de infraestructura formó parte de las obras para mejorar la imagen del Santuario.
La participación ciudadana también forma parte de los programas para salvaguardar el patrimonio cultural de la entidad, muestra de ello es el plan de Vigías del Patrimonio Cultural en la Región del Valle de Teotihuacán en los municipios Acolman, San Martín de las Pirámides y Teotihuacán, este programa tiene como objetivo complementar las acciones que se llevan a cabo en la entidad por medio de dispositivos que cuiden y transmitan la importancia del patrimonio local, a la fecha, 12 Pueblos con encanto se han inscrito al programa.
Además de firmar un convenio de recursos para obras de infraestructura turística, en mayo del 2015 el Pueblo Mágico El Oro abrió las puertas a la plaza gastronómica y el teatro al aire libre en el Museo Tiro Norte, conjuntamente de se dio inicio al proyecto de “Alternativas Turísticas Sustentables El Mogote”, con esto se busca ampliar el atractivos turístico de este sitio mexiquense.
En octubre del 2015, el Comité Internacional del Escudo Azul de la UNESCO confirió a la zona arqueológica de Teotihuacán el distintivo de la Protección especial, por lo que ante cualquier situación ya sea armada o natural, la ciudad prehispánica debe sea protegido para evitar su pérdida. 
A finales del 2015, Eruviel Ávila entregó cinco nombramientos de Pueblos Mágicos, lo que significó que el Estado de México se ubica en el primer lugar nacional con más sitios que cuentan con esta distinción, es por ello que se han implementado diversos programas que conllevan al mejoramiento de la imagen y al impulso del turismo en estas zonas.

## Otras gestiones
Durante su gestión como presidente de la Conferencia Nacional de Gobernadores (CONAGO), Eruviel Ávila impulsó temas relacionados con transparencia, la formalidad laboral, mando único policial, entre otros.
En materia de transparencia, se promovieron convenios con la Secretaría de la Función Pública (SFP) y el Sistema Nacional de Transparencia (SNT) para consolidar gobiernos responsables y transparentes, a través del derecho de acceso a la información, la rendición de cuentas y el combate a la corrupción dentro de las políticas públicas.
En octubre del 2015, el gobierno del presidente Enrique Peña Nieto y la Conferencia Nacional de Gobernadores (CONAGO) realizaron el convenio de Certificación de Infraestructura en Educación (CIEN), con el propósito de atender y mejorar la infraestructura de los planteles educativos de educación básica, media y superior.
En el ramo laboral, la CONAGO, bajo la gestión de Eruviel Ávila, impulsó políticas para la inclusión de personas con discapacidad y jóvenes al mercado laboral; en noviembre de 2015, junto con la Conferencia Nacional de Secretarios del Trabajo (CONASETRA) se suscribió el acuerdo de política laboral, donde se planteó la prioridad de fomentar la vinculación de jóvenes al mercado laboral, a través de acciones como aumentar el porcentaje de colocación en las Ferias de Empleo, reducir las barreras de entrada al primer empleo, crear servicios de orientación vocacional, aumento de productividad a través de programas de micro negocios e innovación.
En diciembre de 2015, se llevó a cabo el convenio de colaboración entre la CONAGO y la Secretaría de Hacienda (SHCP), establecido para el uso de la firma electrónica (FIEL) en oficinas estatales, mecanismo para agilizar y transparentar los trámites de política fiscal.
Respecto a igualdad y discriminación de género, la Conferencia firmó un acuerdo con Claudia Ruiz Massieu, titular de la Secretaría de Relaciones Exteriores (SRE), que aseguró el cumplimiento de los diversos convenios internacionales que tiene México con la Convención sobre la Eliminación de todas las Formas de Discriminación contra la Mujer, en materia de avance, protección y desarrollo de las mujeres en las 32 entidades federativas.
Con el objetivo de crear corporaciones de seguridad confiables para los ciudadanos, durante su gestión, Eruviel Ávila planteó homologar perfiles y aptitudes para la designación de titulares de instituciones de seguridad pública, tanto estatal como municipal. En enero del 2016, fue acordado llevar al Congreso de la Unión la iniciativa sobre la implementación y elevación a rango constitucional de la Policía Estatal Única, en busca de corporaciones policiacas mejor capacitadas.
En materia económica, se llevaron a cabo propuestas y convenios para promover la exportación, atraer inversión extranjera y apoyar a las empresas mexicanas en el extranjero; ejemplo de ello, fue la firma de la carta de intención entre la Conferencia Nacional de Gobernadores (Conago) y ProMéxico.